# Frédéric Kuhn
Frédéric Kuhn (ur. 10 lipca 1968 w Gennevilliers) – francuski lekkoatleta, młociarz.
Zdobył trzy medale igrzysk frankofońskich – brązowy (Casablanca 1989), srebrny (Paryż 1994) i złoty (Antananarywa 1997). Na Igrzyskach Olimpijskich w Barcelonie w 1992 zajął 18. miejsce w eliminacjach nie kwalifikując się do finału. Dwukrotnie był mistrzem Francji (1988, 1989).
Swój rekord życiowy (76,80 m) ustanowił 30 maja 1992 w Angers.